# José Lewgoy
José Lewgoy (Veranópolis, 16 de novembro de 1920 – Rio de Janeiro, 10 de fevereiro de 2003) foi um ator brasileiro.

## Biografia
De origem judaica, era filho de uma estadunidense e de um russo que se conheceram em Nova Iorque.
Diplomou-se pela Faculdade de Ciências Político-Econômicas do Rio Grande do Sul, mas não se interessou pela profissão. Como conhecia muitos idiomas, foi à Editora Globo e ali conheceu o Dr. Roberto Marinho e conseguiu emprego como tradutor.
Começou sua carreira artística no teatro e, graças a uma bolsa de estudos conseguida com a influência do escritor Érico Veríssimo, cursou artes cênicas na Universidade Yale.
José Lewgoy é referência quando se fala de cinema brasileiro, pois participou de mais de cem filmes. Era presença constante nas telas desde o final da década de 1940 e sempre disputado pelos melhores diretores. Ao lado de Oscarito, Grande Otelo, Eliana Macedo, Cyll Farney e Anselmo Duarte brilhou nas chanchadas produzidas pela Atlântida, na década de 1950. Ator com prestígio internacional, Lewgoy participou de várias produções estrangeiras e morou na França durante alguns anos.
Recebeu um prêmio de melhor ator no 1º Festival Cinematográfico do Distrito Federal (onde hoje é o Rio de Janeiro).
Estreou nas telenovelas apenas em 1973, com Cavalo de Aço, na Rede Globo e, a partir daí, participou de mais de 30 produções na televisão, sendo a última delas, Esperança, em 2002, também na Globo.
Ganhou vários prêmios como ator de cinema e televisão e se consagrou com o personagem Edgar Dumont, da telenovela Louco Amor, de Gilberto Braga. Destaque também para as suas atuações em Nina, de Walter George Durst, Dancin' Days e Água Viva, ambas também de Gilberto Braga, O Rebu e Feijão Maravilha, de Bráulio Pedroso e nas minisséries O Tempo e o Vento, inspirada na obra de Érico Veríssimo e Anos Dourados, de Gilberto Braga.
Homenageado pela Torcida do Fluminense FC nos anos 80, onde os componentes de uma torcida organizada, hoje Old Nikity o tinham como exemplo de conduta. Até hoje uma lenda urbana de uma possível frase dita por ele.
O ator faleceu aos 82 anos em 10 de fevereiro de 2003 no Hospital Samaritano no Rio de uma parada cardíaca decorrente de uma infecção respiratória, seu corpo foi cremado.

## Filmografia

### Televisão

Abel Gance e José Lewgoy, 1954. Arquivo Nacional

| Ano  | Título                                     | Personagem                    |
| ---- | ------------------------------------------ | ----------------------------- |
| 1972 | O Bofe                                     | Barão Sávio Chatellié         |
| 1973 | As Divinas e Maravilhosas                  | Alonzo                        |
| 1973 | Cavalo de Aço                              | Professor Noronha             |
| 1974 | O Rebu                                     | Carlos Braga Vidigal          |
| 1975 | O Grito                                    | Miro Ferraz                   |
| 1976 | Anjo Mau                                   | Augusto Machado               |
| 1977 | Nina                                       | Frazão                        |
| 1978 | Dancin' Days                               | Horácio Pratini               |
| 1979 | Feijão Maravilha                           | Ambrósio                      |
| 1979 | Feijão Maravilha                           | Ambrásio (Sombra)             |
| 1980 | Água-Viva                                  | Kleber Simpson                |
| 1980 | Plumas e Paetês                            | Gustavo Sampaio               |
| 1981 | Terras do Sem-Fim                          | Maneca Dantas                 |
| 1982 | Avenida Paulista                           | Carlos Villar                 |
| 1982 | Campeão                                    | Amílcar                       |
| 1982 | Caso Verdade, Episódio: Gerônimo           | Al Sieber                     |
| 1983 | Louco Amor                                 | Edgar Dumont                  |
| 1984 | Anarquistas, Graças a Deus                 | Gino                          |
| 1985 | O Tempo e o Vento                          | Bento Amaral                  |
| 1985 | Um Sonho a Mais                            | Guilherme Menezes             |
| 1986 | Anos Dourados                              | Brigadeiro Campos             |
| 1987 | O Outro                                    | Agostinho Della Santa         |
| 1988 | Vida Nova                                  | Samuel                        |
| 1989 | Tieta                                      | Leovegildo Trindade           |
| 1990 | Gente Fina                                 | Olavo de Azevedo Paiva        |
| 1991 | O Sorriso do Lagarto                       | Lúcio Nemésio                 |
| 1992 | Perigosas Peruas                           | Dom Branco Torremolinos       |
| 1994 | Pátria Minha                               | Ronaldo Pires                 |
| 1995 | Engraçadinha... Seus Amores e Seus Pecados | Bispo José                    |
| 1997 | Anjo Mau                                   | Dr. Eduardo Medeiros          |
| 1998 | Labirinto                                  | Dr. Mateus de Toledo Galhardo |
| 1999 | Força de um Desejo                         | Conselheiro Felício Cantuária |
| 2001 | Os Maias                                   | Abade Custódio                |
| 2002 | Esperança                                  | Padre Romão                   |

### Cinema
| Ano  | Título                                         | Papel                                       |
| ---- | ---------------------------------------------- | ------------------------------------------- |
| 2015 | Chatô, o Rei do Brasil                         | General (lançamento póstumo)                |
| 2003 | Apolônio Brasil, Campeão da Alegria            | Dr. Bóris                                   |
| 2001 | Sonhos Tropicais                               | Tibério                                     |
| 1998 | Policarpo Quaresma, Herói do Brasil            | Albernar                                    |
| 1998 | A Hora Mágica                                  | Hilário / Max / Diretor                     |
| 1997 | Glaura                                         | —                                           |
| 1996 | O Judeu                                        | D. Nuno da Cunha                            |
| 1995 | O Quatrilho                                    | Rocco                                       |
| 1995 | O Monge e a Filha do Carrasco                  | Superior                                    |
| 1994 | Boca                                           | Quintella                                   |
| 1994 | Mil e Uma                                      | Antônio                                     |
| 1992 | Perfume de Gardênia                            | Ody Marques                                 |
| 1990 | Stelinha                                       | Padre                                       |
| 1990 | O Escorpião Escarlate                          | Locutor que intepreta o inspetor de Polícia |
| 1990 | Sermões - A História de Antônio Vieira         | —                                           |
| 1989 | Faca de Dois Gumes                             | Álvaro Amado                                |
| 1989 | Festa                                          | Bêbado                                      |
| 1988 | Luar sobre Parador                             | Arcebispo                                   |
| 1987 | Cobra Verde                                    | D. Otávio Coutinho                          |
| 1987 | A Dama do Cine Shanghai                        | Linus                                       |
| 1986 | Os Trapalhões e o Rei do Futebol               | Dr. Velhaccio                               |
| 1986 | La mansión de Araucaima                        | Fazendeiro                                  |
| 1985 | O Beijo da Mulher Aranha                       | Guarda                                      |
| 1985 | Os Bons Tempos Voltaram: Vamos Gozar Outra Vez | Coronel                                     |
| 1984 | Blame It on Rio                                | Eduardo Marques                             |
| 1983 | Perdida em Sodoma                              | Dr. Sander                                  |
| 1982 | Fitzcarraldo                                   | Dom Aquilino                                |
| 1982 | Tabu                                           | João do Rio                                 |
| 1982 | Tensão no Rio                                  | Tibério o vidente                           |
| 1981 | Engraçadinha                                   | Arnaldo                                     |
| 1980 | Curumim                                        | Oswaldo                                     |
| 1980 | O Gigante da América                           | —                                           |
| 1979 | O Outro Lado do Crime                          | Alberto Lima Cordeiro                       |
| 1979 | Diário da Província                            | Acácio Figueira                             |
| 1979 | Terror e Êxtase                                | Pai de Betinho                              |
| 1979 | A República dos Assassinos                     | Gilberto                                    |
| 1978 | Os Mucker                                      | Juiz Abílio                                 |
| 1978 | Ouro Sangrento                                 | Advogado                                    |
| 1976 | O Flagrante                                    | —                                           |
| 1976 | Padre Cícero                                   | Padre Alexandrino                           |
| 1976 | O Homem de Papel                               | Raul                                        |
| 1976 | O Quarto da Viúva                              | Delegado                                    |
| 1976 | O Ibraim do Subúrbio                           | Casimiro de Abreu                           |
| 1975 | Eu Dou O Que Ela Gosta                         | Coriolano                                   |
| 1975 | As Secretárias... Que Fazem de Tudo            | —                                           |
| 1975 | Um Soutien para Papai                          | Castrossian                                 |
| 1975 | Intimidade                                     | Industrial                                  |
| 1975 | As Alegres Vigaristas                          | —                                           |
| 1974 | Relatório de um Homem Casado                   | Dr. Francisco                               |
| 1974 | Gente que Transa                               | Casimiro Bilac                              |
| 1973 | Le Grabuge                                     | padre                                       |
| 1973 | Os Mansos                                      | —                                           |
| 1973 | Como É Boa Nossa Empregada                     | Dr. Leonel                                  |
| 1972 | Independência ou Morte                         | João Pinto                                  |
| 1972 | A Viúva Virgem                                 | Padre                                       |
| 1972 | O Grande Gozador                               | Renatão, marido de Dulce                    |
| 1972 | Quando o Carnaval Chegar                       | Anjo                                        |
| 1971 | Pra Quem Fica, Tchau                           | Tio Gustavo                                 |
| 1971 | Gaudêncio, o Centauro dos Pampas               | Giovanni                                    |
| 1971 | Os Amores de um Cafona                         | Almir                                       |
| 1971 | Lua-de-Mel e Amendoim                          | Amante                                      |
| 1970 | Pecado Mortal                                  | José                                        |
| 1970 | O Bolão                                        | —                                           |
| 1970 | O Donzelo                                      | —                                           |
| 1970 | Não Aperta, Aparício                           | —                                           |
| 1970 | Roberto Carlos e o Diamante Cor-de-Rosa        | Pierre                                      |
| 1969 | A um Pulo da Morte                             | Professor Homero Orlando                    |
| 1969 | Os Paqueras                                    | Marido                                      |
| 1969 | A Cama ao Alcance de Todos                     | Gângster                                    |
| 1968 | Svarta palmkronor                              | Pepito                                      |
| 1968 | Tarzan and the Jungle Boy                      | —                                           |
| 1968 | Roberto Carlos em Ritmo de Aventura            | Pierre                                      |
| 1968 | A Vida Provisória                              | Homem de capa                               |
| 1968 | Os Viciados                                    | —                                           |
| 1967 | Terra em Transe                                | Felipe Vieira                               |
| 1967 | Una rosa per tutti                             | Floreal                                     |
| 1967 | Jerry - A Grande Parada                        | Dr. Karloff                                 |
| 1966 | Duello nel mondo                               | —                                           |
| 1966 | As Cariocas                                    | Bicheiro                                    |
| 1966 | Arrastão                                       | —                                           |
| 1966 | Gern hab’ ich die Frauen gekillt               | Presidente Santana                          |
| 1965 | História de um Crápula                         | —                                           |
| 1958 | Quand Sonnera Midi                             | Salvador                                    |
| 1957 | S.O.S. Noronha                                 | Pratinho                                    |
| 1957 | Escapade                                       | Caraco                                      |
| 1957 | Les Fanatiques                                 | —                                           |
| 1954 | Carnaval em Caxias                             | Honório Boa Morte                           |
| 1954 | Matar ou Correr                                | Jesse Gordon                                |
| 1953 | Três Recrutas                                  | Sargento                                    |
| 1952 | Três Vagabundos                                | Schultz                                     |
| 1952 | Carnaval Atlântida                             | Cd. Verdura                                 |
| 1952 | Barnabé, Tu És Meu                             | Garcia                                      |
| 1952 | Amei um Bicheiro                               | Almeida                                     |
| 1952 | Areias Ardentes                                | Ambrósio                                    |
| 1951 | Aí Vem o Barão                                 | Von Mack                                    |
| 1951 | Maior Que o Ódio                               | —                                           |
| 1950 | Aviso aos Navegantes                           | Professor Scaramouche                       |
| 1950 | Cascalho                                       | —                                           |
| 1950 | Quando a Noite Acaba                           | —                                           |
| 1950 | Katucha                                        | —                                           |
| 1949 | Carnaval no Fogo                               | Anjo                                        |